# Sous-préfecture de Sapopemba
La sous-préfecture de Sapopemba est l'une des 32 sous- préfectures de la municipalité de São Paulo et comprend 51 quartiers, qui correspondent ensemble à une superficie de 13,5 km2 en extension et une population d'environ 284 524 habitants avec une densité de population de 21 076 hab./km2. Cette sous-préfecture a été créée dans l'administration du maire de l'époque Fernando Haddad en 2013 à partir du démembrement des zones sous l'administration de la sous-préfecture de Vila Prudente et devenant ainsi la plus jeune des 32 sous-préfectures de la municipalité de São Paulo. Son adjoint au maire actuel est Christian Nielsen Faria Lombardi.

## Installation de la sous-préfecture
La sous-préfecture de Sapopemba est située sur l'avenue du même nom à Jardim Grimaldi, dans une propriété d'environ 1 600 mètres carrés et deux étages. Poursuivant le plan d'objectifs 2013-2016 de l'ancien maire Fernando Haddad, la place de service de la mairie régionale, commandée par l'actuelle responsable de la place de service Lucia Helena de Faria, dessert le plus grand nombre de personnes possible par jour, ce nombre étant d'environ 500 personnes.

## Équipe du sous-préfet
Le sous-préfet Benedito Gonçalves Pereira a huit professionnels travaillant dans son équipe dans l'installation de la sous-préfecture de Sapopemba. Il s'agit de : Guilherme Kopke Brito, chef de cabinet ; Pedro Dias da Silva, coordinateur administratif et financier ; Nelson Hamilton Garcia, coordinateur de l'urbanisme et du développement ; Osvaldo Shigueo Fuziama, coordinateur des projets et travaux ; Gelson Ferreira da Silva, conseiller de la protection civile ; José Alberto Dantas, conseiller juridique ; Ana Beatriz Gregorato Martins Pereira, bureau de presse et de communication et, enfin, Luiz Fernando Ferreira Calçada, responsable de la place de service.